# 11月18日 (旧暦)
旧暦11月18日は旧暦11月の18日目である。六曜は仏滅である。

## できごと
- 寿永2年/治承7年（ユリウス暦1184年1月2日） - 平氏追討に失敗し京に帰った源義仲が、後白河法皇の御所・法住寺殿を急襲し法皇を幽閉
- 元文5年（グレゴリオ暦1741年1月5日） - 徳川吉宗の四男宗尹が一橋門内に屋敷を与えられ、一橋家を創設
- 寛政9年（グレゴリオ暦1798年1月4日） - 西洋天文学に基づく新暦「寛政暦」を採用。翌年から実施
- 慶応3年（グレゴリオ暦1867年12月13日） - 油小路事件

## 忌日
- 天保11年（グレゴリオ暦1840年12月11日） - 光格天皇、119代天皇（* 1771年）
- 慶応3年（グレゴリオ暦1867年12月13日） - 伊東甲子太郎、御陵衛士（* 1867年）
- 慶応3年（グレゴリオ暦1867年12月13日） - 藤堂平助、御陵衛士（* 1844年）